# Šura Čerkasskij
Alexandr Isakovič Čerkasskij (rusky Александр Исаакович Черкасский, anglickým přepisem Shura Cherkassky, 7. října 1909 – 27. prosince 1995) byl americký klasický pianista ukrajinského původu známý svým romantickým repertoárem. Jeho hra byla charakterizována virtuózní technikou a zpěvným zvukem piana. Po většinu svého dospělého života Čerkasskij žil v Británii.

## Život

### Mladá léta
Alexandr Isakovič Čerkasskij (Šura je zdrobnělina jména Alexandr) se narodil v ruské Oděse (na dnešní Ukrajině) v roce 1909. Rodina Českasských před ruskou revolucí unikla do Spojených států amerických.
Čerkasskému dávala první hudební lekce jeho matka, Lydia Čerkasská, která jednou v Petrohradu hrála Čajkovskému. Též vyučovala pianistu Raymonda Lewenthala. Ve Spojených státech pokračoval Čerkasskij ve studiu klavírní hry u Josefa Hofmanna na Curtis Institute of Music. I když před zahájením studia u Hofmanna přehrával Čerkasskij před Sergejem Rachmaninovem, který mu doporučil vzdát se alespoň na dva roky veřejného vystupování a změnit pozici rukou na klávesnici. Naproti tomu Hofmann navrhl Čerkasskému, aby v koncertování pokračoval a toto dlouhé období veřejného vystupování pro Čerkasského znamenalo, že se před publikem cítil sebejistě. Hofmann mu také doporučil, aby cvičil čtyři hodiny denně a Čerkasskij tento zvyk striktně dodržoval celý život, udržuje rozsáhlý repertoár (od barokní hudby po Beria) na nejvyšší úrovni. Jeho studia a studijní sezení s Hofmannem pokračovaly až do roku 1935. V mezidobí se začala jeho celoživotní posedlost cestováním po světě, cestami do Austrálie, na Nový Zéland, dálný východ, do Ruska a Evropy.
Čerkasskij aktivně koncertoval až do konce svého života a mnoho jeho nejlepších nahrávek pochází právě ze živých koncertů. Spekuluje se o tom, že jeho nahrávka je použita v kresleném filmu The Cat Concerto, který získal cenu Americké filmové akademie.

### Kalifornská léta
Ve čtyřicátých letech se Čerkasskij přestěhoval do Kalifornie. Objevil se v Hollywood Bowl s dirigenty jako Sir John Brabirolli a Leopold Stokowski a nahrál hudbu (Beethovenovu Appassionatu) k filmu s Bette Daviesovou Deception z roku 1946. Stravinskému přehrával tři části z jeho baletu Petruška a ten mu doporučil používat pedál una corda v jistých hlasitých pasážích za účelem dosažení jedinečného, zvláštního efektu. V Kalifornii, v době druhé světové války Čerkasskij příliš často nekoncertoval.

### Londýnská léta
V roce 1946 se oženil s Eugenií Blancovou; toto manželství skončilo rozvodem o dva roky později. V roce 1946 měl též velký úspěch v Hamburku s Rachmaninovou Rapsodií na Paganiniho téma pod Hansem Schmidt-Isserstedtem. Tento koncert vyústil v Čerkasského popularitu v Německu a Rakousku (na Salcburském festivalu), která trvala až do konce jeho života a udělala z něj nejpřednějšího pianistu té doby.
Čerkasského kariéru ve Spojeném království akceleroval jeho recitál ve Wigmore Hall 27. března 1957 a poté, co v roce 1961 zemřela v Nice jeho matka, usadil se v Londýně a žil v hotelu The White House až do své smrti v roce 1995.

### Další cesty
Jeho kariéra vzkvétala s tím, jak se objevoval na všech velkých světových koncertních pódiích: Concertgebouw v Amsterodamu, Herkulessaal v Mnichově, Filharmonii v Berlíně, Hudebním spolku ve Vídni, Théâtre des Champs-Élysées, Suntory Hall v Tokyu a také se všemi světovými velkými orchestry a dirigenty. Protože Čerkasskij miloval spontánnost a neměl rád pevně svázaná koncertní pravidla, někteří dirigenti se zdráhali s ním spolupracovat. Nebyla s ním žádná záruka, že to, co bylo domluveno při zkoušce, se opravdu stane i na koncertě.
Čerkasského koncertní kariéra trvala přes 70 let a ještě v posledních dekádách života byl považován za jednoho z největších pianistů: Tvořivý génius, který si užíval spontánnost, krásu zvuku piána a jeho kaleidoskopické možnosti.
Čerkasskij zemřel v Londýně, ve věku 86 let, 27. prosince 1995. Je pohřben na londýnském hřbitově Highgate.

## Nahrávky
Za více než sedm desetiletí své koncertní kariéry, která začala ve dvacátých letech, Čerkasskij vytvořil velké množství nahrávek pro RCA Victor, Vox, švédskou Cupol - Label, HMV, DG (známé nahrávky Čajkovského koncertů), Tudor, Nimbus and Decca (živé nahrávky BBC). Poslední nahrávky vytvořil v květnu 1995 ve věku 85 let, sedm měsíců před tím, než zemřel. Šlo o výběr několika kusů Rachmaninova, které měly sloužit jako doplnění nahrávky Rachmaninovova koncertu č. 3, nahraného v předchozím roce.

### Diskografie
Vydavatel: BBC Legends
Shura Cherkassky: Rachmaninov / Prokofiev (BBCL4092-2)
Shura Cherkassky: Chopin (BBCL4057-2)
Shura Cherkassky: Beethoven, Chopin etc. (BBCL 4185-2)
Shura Cherkassky / Sir Georg Solti: Tchaikovsky / Mussorgsky / Cherkassky (BBCL4160-2)
Vydavatel: Decca
Kaleidoscope - Piano Encores
Rachmaninoff - Piano Concerto No. 3 and others
Shura Cherkassky Live Series
Vol.1:- Schubert . Chopin (433 653-2 DH)
Vol.2:- 80th Birthday Recital from Carnegie Hall (433 654-2 DH)
Vol.3:- Encores (433 651-2 DH)
Vol.4:- Chopin: Sonata No.2 & 3 (433 650-2 DH)
Vol.5:- Liszt (433 656-2 DH)
Vol.6:- Schumann (433 652-2 DH)
Vol.7:- Stravinsky, Scriabin, Ravel, etc. (433 657-2 DH)
Vol.8:- Rachmaninoff, Brahms, etc. (433 655-2 DH)
Anton Rubinstein : Piano Concerto No. 4 in D minor, Op. 70 + Encores (448 063-2 DH)
Vydavatel: Deutsche Grammophon
Tchaikovsky: Klavierkonzerte Nos. 1 & 2 (457 751-2)
Liszt: Orchestral Works (453 130-2) (Čerkasskij hraje pouze Fantazii na Uherské lidové nápěvy, S.123. Zbytek nahrávky pochází od Berlínských filharmoniků pod vedením Herberta von Karajana)
Chopin: Polonaises
Vydavatel: Ivory Classics
Shura Cherkassky: The Historic 1940s Recordings (2CD Set) (CD-72003)
Shura Cherkassky: 1982 San Francisco Recital (CD-70904)
Vydavatel: Nimbus
Shura Cherkassky (1909–1995): Solo piano works by Chopin, Mussorgsky, Berg, Bernstein, Brahms, Schumann, Beethoven, Liszt, Stravinsky, Grieg and Rachmaninoff (6CD Set) (NI 1733)
Chopin, Liszt: The B minor Sonatas (NI 7701)
The Art of the Encore (NI 7708)
Shura Cherkassky (1909–1995): Solo piano works by Chopin, Mussorgsky, Berg, Bernstein, Brahms, Schumann, Beethoven, Liszt, Stravinsky, Grieg and Rachmaninoff (7CD Set) (NI 1748)
Ostatní vydavatelé
Rachmaninov Piano Concertos Nos 2 & 3, Live Gothenburg 1970, 1968 (Cembal d'amour CD155)
Duo-Art piano roll #66919, Liebeswalzer Op.57, No.5 Moszkowski (The Aeolian Company)
The Young Shura Cherkassky (Biddulph)
Piano Masters:- Vol.17: Shura Cherkassky (Pearl GEM 0138)
Shura Cherkassky plays Liszt (Testament SBT 1033)
Shura Cherkassky (Two Volumes) (Phillips Great Pianists of the 20th Century series)
Debussy, Clair de Lune, Shura Cherkassky, 1993 (ASV Platinum PLT 8505)
Shura Cherkassky 'The complete HMV stereo recordings' (2CDs) (First Hand Records FHR04) - Vítěz mezinárodní klavírní ceny "Nejlepší reedice/Najlepší nahrávka roku of 2009". Diapson D'OR, 10/2010